# Oya lélé (single)
Oya lélé is de tweede single van het album Oya lélé van de meidengroep K3. De single kwam uit op 14 juni 2003.
De hoogste positie in Nederland in de Single Top 100 was plaats nummer 4 en het nummer stond 26 weken in de Single Top 100. De hoogste positie in België in de Ultratop 50 was plaats nummer 2 en daar stond het nummer 21 weken in de Ultratop 50.
In 2023 werd het nummer door Kris Kross Amsterdam, Donnie en Roxeanne Hazes bewerkt voor televisieprogramma Tulpen uit Antwerpen. Deze bewerking had de titel Der af (Oya lélé).

## Tracklist
1. Oya lélé (3:43)
2. Oya lélé (instrumentaal) (3:43)

## Hitnotering

### Nederlandse Top 40
| Hitnotering: week 25 t/m 43 in 2003 | Hitnotering: week 25 t/m 43 in 2003 | Hitnotering: week 25 t/m 43 in 2003 | Hitnotering: week 25 t/m 43 in 2003 | Hitnotering: week 25 t/m 43 in 2003 | Hitnotering: week 25 t/m 43 in 2003 | Hitnotering: week 25 t/m 43 in 2003 | Hitnotering: week 25 t/m 43 in 2003 | Hitnotering: week 25 t/m 43 in 2003 | Hitnotering: week 25 t/m 43 in 2003 | Hitnotering: week 25 t/m 43 in 2003 | Hitnotering: week 25 t/m 43 in 2003 | Hitnotering: week 25 t/m 43 in 2003 | Hitnotering: week 25 t/m 43 in 2003 | Hitnotering: week 25 t/m 43 in 2003 | Hitnotering: week 25 t/m 43 in 2003 | Hitnotering: week 25 t/m 43 in 2003 | Hitnotering: week 25 t/m 43 in 2003 | Hitnotering: week 25 t/m 43 in 2003 | Hitnotering: week 25 t/m 43 in 2003 | Hitnotering: week 25 t/m 43 in 2003 |
| Week:                               | 1                                   | 2                                   | 3                                   | 4                                   | 5                                   | 6                                   | 7                                   | 8                                   | 9                                   | 10                                  | 11                                  | 12                                  | 13                                  | 14                                  | 15                                  | 16                                  | 17                                  | 18                                  | 19                                  |                                     |
| ----------------------------------- | ----------------------------------- | ----------------------------------- | ----------------------------------- | ----------------------------------- | ----------------------------------- | ----------------------------------- | ----------------------------------- | ----------------------------------- | ----------------------------------- | ----------------------------------- | ----------------------------------- | ----------------------------------- | ----------------------------------- | ----------------------------------- | ----------------------------------- | ----------------------------------- | ----------------------------------- | ----------------------------------- | ----------------------------------- | ----------------------------------- |
| Positie:                            | 27                                  | 25                                  | 13                                  | 11                                  | 9                                   | 10                                  | 11                                  | 14                                  | 14                                  | 23                                  | 26                                  | 26                                  | 26                                  | 22                                  | 24                                  | 23                                  | 25                                  | 28                                  | 30                                  | uit                                 |

### NederlandseSingle Top 100
| Nummer | 58 | 6  | 4  | 4  | 6  | 6  | 6  | 5  | 6  | 6  | 9  | 8  | 6  |     |
| Week   | 14 | 15 | 16 | 17 | 18 | 19 | 20 | 21 | 22 | 23 | 24 | 25 | 26 |     |
| Nummer | 7  | 11 | 12 | 15 | 18 | 22 | 30 | 45 | 55 | 62 | 51 | 54 | 59 | uit |

### Vlaamse Ultratop 50
| Oya lélé in de Ultratop 50 - binnen: 21-06-2003/Laatste notering 08-11-2003 | Oya lélé in de Ultratop 50 - binnen: 21-06-2003/Laatste notering 08-11-2003 | Oya lélé in de Ultratop 50 - binnen: 21-06-2003/Laatste notering 08-11-2003 | Oya lélé in de Ultratop 50 - binnen: 21-06-2003/Laatste notering 08-11-2003 | Oya lélé in de Ultratop 50 - binnen: 21-06-2003/Laatste notering 08-11-2003 | Oya lélé in de Ultratop 50 - binnen: 21-06-2003/Laatste notering 08-11-2003 | Oya lélé in de Ultratop 50 - binnen: 21-06-2003/Laatste notering 08-11-2003 | Oya lélé in de Ultratop 50 - binnen: 21-06-2003/Laatste notering 08-11-2003 | Oya lélé in de Ultratop 50 - binnen: 21-06-2003/Laatste notering 08-11-2003 | Oya lélé in de Ultratop 50 - binnen: 21-06-2003/Laatste notering 08-11-2003 | Oya lélé in de Ultratop 50 - binnen: 21-06-2003/Laatste notering 08-11-2003 | Oya lélé in de Ultratop 50 - binnen: 21-06-2003/Laatste notering 08-11-2003 | Oya lélé in de Ultratop 50 - binnen: 21-06-2003/Laatste notering 08-11-2003 | Oya lélé in de Ultratop 50 - binnen: 21-06-2003/Laatste notering 08-11-2003 | Oya lélé in de Ultratop 50 - binnen: 21-06-2003/Laatste notering 08-11-2003 | Oya lélé in de Ultratop 50 - binnen: 21-06-2003/Laatste notering 08-11-2003 | Oya lélé in de Ultratop 50 - binnen: 21-06-2003/Laatste notering 08-11-2003 | Oya lélé in de Ultratop 50 - binnen: 21-06-2003/Laatste notering 08-11-2003 | Oya lélé in de Ultratop 50 - binnen: 21-06-2003/Laatste notering 08-11-2003 | Oya lélé in de Ultratop 50 - binnen: 21-06-2003/Laatste notering 08-11-2003 | Oya lélé in de Ultratop 50 - binnen: 21-06-2003/Laatste notering 08-11-2003 | Oya lélé in de Ultratop 50 - binnen: 21-06-2003/Laatste notering 08-11-2003 | Oya lélé in de Ultratop 50 - binnen: 21-06-2003/Laatste notering 08-11-2003 |
| Week                                                                        | 1                                                                           | 2                                                                           | 3                                                                           | 4                                                                           | 5                                                                           | 6                                                                           | 7                                                                           | 8                                                                           | 9                                                                           | 10                                                                          | 11                                                                          | 12                                                                          | 13                                                                          | 14                                                                          | 15                                                                          | 16                                                                          | 17                                                                          | 18                                                                          | 19                                                                          | 20                                                                          | 21                                                                          |                                                                             |
| --------------------------------------------------------------------------- | --------------------------------------------------------------------------- | --------------------------------------------------------------------------- | --------------------------------------------------------------------------- | --------------------------------------------------------------------------- | --------------------------------------------------------------------------- | --------------------------------------------------------------------------- | --------------------------------------------------------------------------- | --------------------------------------------------------------------------- | --------------------------------------------------------------------------- | --------------------------------------------------------------------------- | --------------------------------------------------------------------------- | --------------------------------------------------------------------------- | --------------------------------------------------------------------------- | --------------------------------------------------------------------------- | --------------------------------------------------------------------------- | --------------------------------------------------------------------------- | --------------------------------------------------------------------------- | --------------------------------------------------------------------------- | --------------------------------------------------------------------------- | --------------------------------------------------------------------------- | --------------------------------------------------------------------------- | --------------------------------------------------------------------------- |
| Nummer                                                                      | 16                                                                          | 2                                                                           | 3                                                                           | 3                                                                           | 4                                                                           | 3                                                                           | 3                                                                           | 2                                                                           | 3                                                                           | 5                                                                           | 5                                                                           | 5                                                                           | 4                                                                           | 6                                                                           | 10                                                                          | 11                                                                          | 14                                                                          | 21                                                                          | 33                                                                          | 39                                                                          | 43                                                                          | uit                                                                         |